# Jacob Fossi
Pour les articles homonymes, voir Fossi.
Jacob Fossi est un des prisonniers nationalistes du mouvement politique camerounais UPC, mort jeté dans la rivière Métché pendant les luttes de la période des combats en pays bamiléké.

## Biographie

### Enfance et débuts
Jacob Fossi est né en 1917 à Bafoussam, dans l'Ouest du Cameroun. Issu d’une famille polygamique, il fonde sa propre famille avec ses 10 épouses et les 7 épouses qu'il hérite de son père. Six de ses épouses lui donneront des enfants.
Jacob Fossi réside à Tamdja, un quartier de Bafoussam, et possède une autre résidence à Bamendzi 1. Il a participé à la construction d'une école à Bafoussam au début des années 1950. Étant une des rares personnes sachant lire, Il était scribe pour le service des eaux et forêts à Dschang et à Bafoussam. C'est un homme pieux et sa copie de la Bible est soulignée et porte ses annotations et marques de lecture. Propriétaire d'un cheval, il se rendait au travail avec et offrit l'une des premières machines à moudre le maïs aux femmes de Bafoussam.

### Engagement politique
En raison de son mode de vie et de ses idées modernistes, Jacob Fossi fait l'objet de la méfiance du chef traditionnel, qui le considère comme un suppôt des colons blancs. De l'autre côté, les colons de Bafoussam se méfient de lui, le voyant comme trop patriote. En effet, Fossi était devenu, entre-temps, un membre important parmi les nationalistes de Bafoussam, appartenance politique qu'il ne cachait pas. Comme plusieurs upécistes, il utilisait  différents pseudonymes : Methusela, Jedidja, Fokouinse, Fomnouhe ou encore Nicodème en fonction des circonstances.

### Prison de Dschang
Jacob Fossi est arrêté un matin de juin 1956 devant sa famille pour être emprisonné à la prison de Dschang où il est détenu seul dans la cellule 6, afin d’éviter qu’il radicalise les autres prisonniers.
Il observe alors que la nuit, des détenus sont emmenés et ne reviennent plus. Il apprend d'un geôlier que ces prisonniers ne sont en fait pas transférés, mais éliminés. En effet, les départs se faisant de nuit, il était peu probable qu’il s’agisse de simples transferts de détenus. L’absence de corps laissait toutefois planer le doute quant à l'élimination réelle des prisonniers quittant la prison la nuit. Fossi finit par apprendre que deux Blancs, dont un seul est armé, et six geôliers accompagnent le groupe à chaque fois, et que les prisonniers sont poussés pieds et poings liés dans les chutes de la Métché.

#### Déroulement

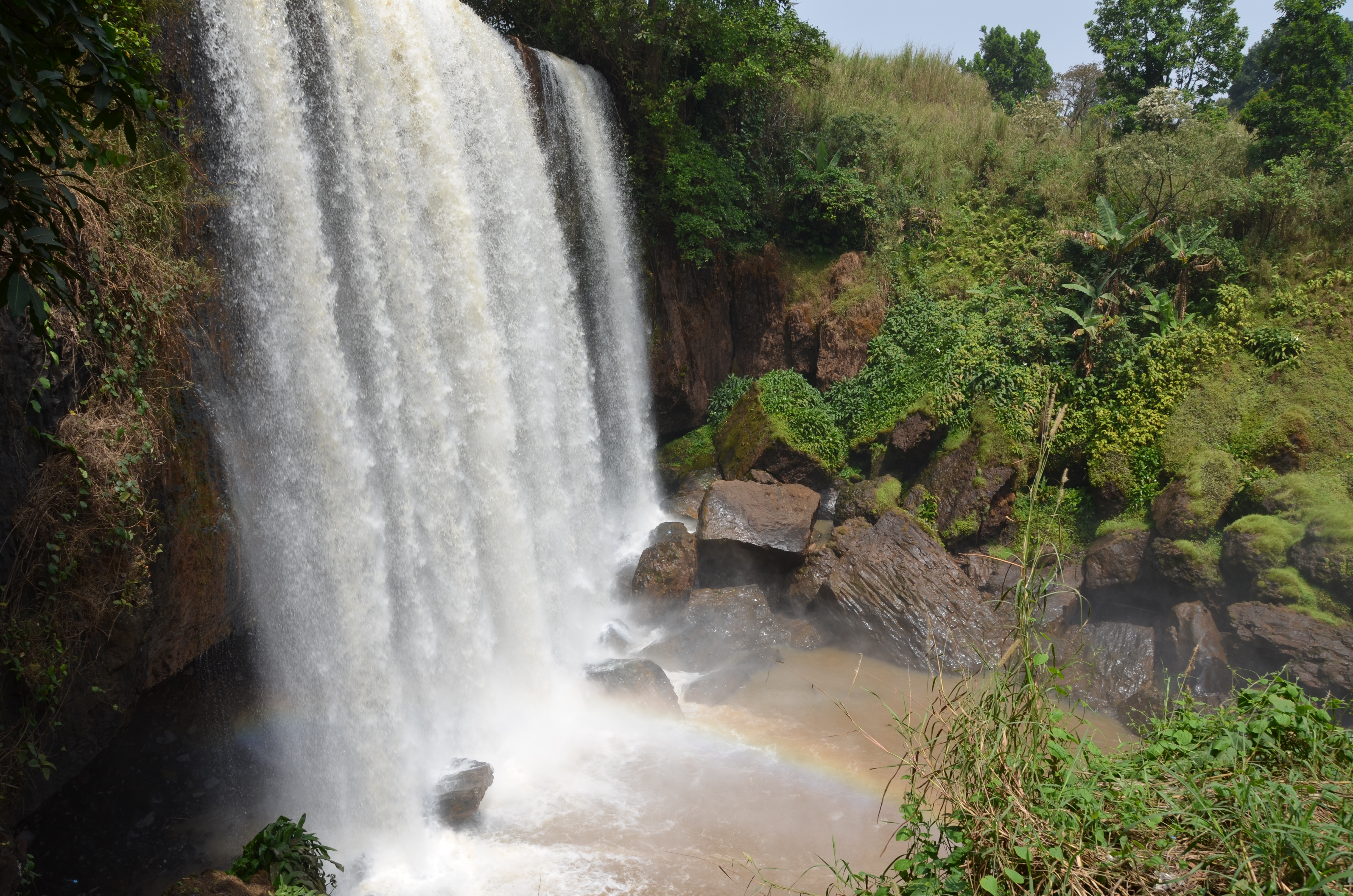
Chutes de la Métché.

Connaissant le sort qui lui est réservé, Jacob Fossi prépare un plan pour emporter l'un de ses bourreaux dans sa chute. Lors de son exécution, il propose de livrer d'autres noms de nationalistes au chef des gendarmes et attire ainsi à lui le gendarme André Houtarde auquel il s'accroche pour l’entraîner dans sa chute.
Ce récit est confirmé par le petit Michel, fils du gendarme Jean Clerget, alors âgé de 12 ans qui révèle que son père et d'autres gendarmes ont l'habitude de jeter des gens dans la rivière, du haut d'une chute d'eau. Et qu'une fois, un prisonnier s'est accroché à la mitraillette d'un gendarme appelé Houtarde et l'a entraîné dans sa chute.
La nuit du 11 au 12 septembre 1959, le journal de marche des opérations de la gendarmerie au Cameroun annonce la mort du gendarme André Houtarde « disparu dans la rivière Métché à 0 h 30 au cours des services de nuit ».

## Mémoire
Sa fille raconte que le député camerounais Jacob Fossi reçoit son nom en hommage au nationaliste Jacob Fossi qui avait pris la place de son père pour être jeté à la place de celui-ci. Son fils Abraham Sighoko Fossi, auteur de « Papa s'appelait Fossi Jacob: Itinéraire d'un martyr de l'indépendance du Cameroun », dira que la mort de Houtarde entraînera l'arrêt de l'exécution des prisonniers dans la Métché.

## Articles liés
- Louise Mekah
- Abraham Sighoko Fossi